# Angelo Antonazzo
Angelo Antonazzo (Taranto, 2 ottobre 1981) è un dirigente sportivo ed ex calciatore italiano, di ruolo difensore.

## Caratteristiche tecniche
Terzino destro, ha giocato anche nei ruoli di esterno di centrocampo e centrale difensivo.

## Carriera

### Giocatore
Cresciuto a Pulsano, inizia la sua carriera nel Grottaglie, con cui disputa cinque campionati. In seguito viene acquistato dal Gubbio, in Serie C2. Esordisce con gli umbri il 17 agosto 2003 nel derby valevole per la fase a gironi della Coppa Italia Serie C terminato 1-1 contro il Gualdo. Mette a segno la sua prima rete da professionista il 4 aprile 2004 in Gubbio-Aglianese (2-0). Termina l'annata con 30 presenze e 1 rete.
Il 31 agosto 2004 passa all'Ascoli, sottoscrivendo un contratto triennale, che lo cede in comproprietà al Grosseto, in Serie C1. Il 31 agosto 2005 il Bologna ne rileva in prestito il cartellino. Esordisce in Serie B il 6 settembre contro il Pescara. Il 23 giugno 2006 la comproprietà viene risulta alle buste a favore dei biancorossi.
L'8 luglio 2006 viene acquistato per 300.000 euro dal Modena, con cui sottoscrive un contratto triennale. Il 26 giugno 2008 passa a titolo definitivo al Chievo, che il 3 luglio lo cede in compartecipazione al Frosinone. Il 26 giugno 2009 la comproprietà viene risolta a favore del Chievo.
Il 31 agosto 2009 passa in prestito con diritto di riscatto all'Empoli, in Serie B. Terminato il prestito rientra al Chievo. Il 16 agosto 2010 sottoscrive un contratto triennale con il Taranto, in Lega Pro Prima Divisione. In seguito al fallimento del Taranto rimane svincolato.
Il 9 luglio 2012 passa a parametro zero al Grosseto, legandosi alla società toscana per mezzo di un contratto biennale. Il 14 gennaio 2013 rescinde consensualmente il contratto che lo legava al Grosseto.
Voluto fortemente da Davide Dionigi, che lo aveva avuto nella precedente esperienza al Taranto, il 16 gennaio 2013 sottoscrive un contratto di un anno e mezzo con la Reggina. Finito fuori dai progetti tecnici della società, il 24 luglio 2013 passa a titolo definitivo alla Casertana, in Lega Pro Seconda Divisione, firmando un contratto biennale con opzione per il terzo anno.
Il 16 luglio 2015 passa al Martina. Il 17 settembre 2016 viene tesserato dall'Hellas Taranto, società militante in Eccellenza.
Il 17 marzo 2017 viene squalificato fino al 30 giugno 2018 - sanzione poi ridotta al 15 marzo del medesimo anno dalla Corte d'appello - per aver tentato di aggredire l'arbitro e successivamente cercato di afferrarlo per il collo; il calciatore non aveva gradito l'espulsione rimediata dal direttore di gara. L'episodio è avvenuto nell'incontro disputato contro il Gallipoli.

### Dirigente sportivo
Al termine della stagione si ritira dal calcio giocato e diventa coordinatore tecnico del settore giovanile della Virtus Francavilla.
Il 17 marzo 2021, il club lo promuove affidandogli l'incarico di direttore sportivo, ruolo che ricopre fino al 9 gennaio 2024.

## Statistiche

### Presenze e reti nei club
| Stagione          | Squadra           | Campionato        | Campionato | Campionato | Coppe nazionali | Coppe nazionali | Coppe nazionali | Coppe continentali | Coppe continentali | Coppe continentali | Altre coppe | Altre coppe | Altre coppe | Totale | Totale |
| Stagione          | Squadra           | Comp              | Pres       | Reti       | Comp            | Pres            | Reti            | Comp               | Pres               | Reti               | Comp        | Pres        | Reti        | Pres   | Reti   |
| ----------------- | ----------------- | ----------------- | ---------- | ---------- | --------------- | --------------- | --------------- | ------------------ | ------------------ | ------------------ | ----------- | ----------- | ----------- | ------ | ------ |
| 1998-1999         | Grottaglie        | Ecc.              | 21         | 0          | -               | -               | -               | -                  | -                  | -                  | -           | -           | -           | 21     | 0      |
| 1999-2000         | Grottaglie        | Ecc.              | 23         | 1          | -               | -               | -               | -                  | -                  | -                  | -           | -           | -           | 23     | 1      |
| 2000-2001         | Grottaglie        | Ecc.              | 28         | 0          | -               | -               | -               | -                  | -                  | -                  | -           | -           | -           | 28     | 0      |
| 2001-2002         | Grottaglie        | D                 | 31         | 1          | CI-D            | 0               | 0               | -                  | -                  | -                  | -           | -           | -           | 31     | 1      |
| 2002-2003         | Grottaglie        | D                 | 29         | 1          | CI-D            | 0               | 0               | -                  | -                  | -                  | -           | -           | -           | 29     | 1      |
| Totale Grottaglie | Totale Grottaglie | Totale Grottaglie | 132        | 3          |                 | 0               | 0               |                    | -                  | -                  |             | -           | -           | 132    | 3      |
| 2003-2004         | Gubbio            | C2                | 25+2       | 1          | CI-C            | 3               | 0               | -                  | -                  | -                  | -           | -           | -           | 30     | 1      |
| ago. 2004         | Gubbio            | C2                | -          | -          | CI-C            | 3               | 0               | -                  | -                  | -                  | -           | -           | -           | 3      | 0      |
| Totale Gubbio     | Totale Gubbio     | Totale Gubbio     | 25+2       | 1          |                 | 6               | 0               |                    | -                  | -                  |             | -           | -           | 33     | 1      |
| ago. 2004-2005    | Grosseto          | C1                | 32+2       | 2          | CI-C            | 0               | 0               | -                  | -                  | -                  | -           | -           | -           | 34     | 2      |
| 2005-2006         | Bologna           | B                 | 27         | 0          | CI              | -               | -               | -                  | -                  | -                  | -           | -           | -           | 27     | 0      |
| 2006-2007         | Modena            | B                 | 31         | 0          | CI              | 2               | 0               | -                  | -                  | -                  | -           | -           | -           | 33     | 0      |
| 2007-2008         | Modena            | B                 | 38         | 3          | CI              | 1               | 0               | -                  | -                  | -                  | -           | -           | -           | 39     | 3      |
| Totale Modena     | Totale Modena     | Totale Modena     | 69         | 3          |                 | 3               | 0               |                    | -                  | -                  |             | -           | -           | 72     | 3      |
| 2008-2009         | Frosinone         | B                 | 35         | 4          | CI              | 1               | 0               | -                  | -                  | -                  | -           | -           | -           | 36     | 4      |
| 2009-2010         | Empoli            | B                 | 32         | 2          | CI              | 1               | 0               | -                  | -                  | -                  | -           | -           | -           | 33     | 2      |
| 2010-2011         | Taranto           | 1D                | 26+2       | 1          | CI+CI-LP        | 0+1             | 1               | -                  | -                  | -                  | -           | -           | -           | 29     | 2      |
| 2011-2012         | Taranto           | 1D                | 24+2       | 1+1        | CI+CI-LP        | 1+0             | 0               | -                  | -                  | -                  | -           | -           | -           | 27     | 2      |
| Totale Taranto    | Totale Taranto    | Totale Taranto    | 50+4       | 2+1        |                 | 2               | 1               |                    | -                  | -                  |             | -           | -           | 56     | 4      |
| 2012-gen. 2013    | Grosseto          | B                 | 15         | 1          | CI              | 1               | 0               | -                  | -                  | -                  | -           | -           | -           | 16     | 1      |
| Totale Grosseto   | Totale Grosseto   | Totale Grosseto   | 47+2       | 3          |                 | 1               | 0               |                    | -                  | -                  |             | -           | -           | 50     | 3      |
| gen.-giu. 2013    | Reggina           | B                 | 17         | 1          | CI              | -               | -               | -                  | -                  | -                  | -           | -           | -           | 17     | 1      |
| 2013-2014         | Casertana         | 2D                | 21         | 2          | CI-LP           | 2               | 0               | -                  | -                  | -                  | -           | -           | -           | 23     | 2      |
| 2014-2015         | Casertana         | LP                | 19         | 1          | CI+CI-LP        | 2+3             | 0               | -                  | -                  | -                  | -           | -           | -           | 24     | 1      |
| Totale Casertana  | Totale Casertana  | Totale Casertana  | 40         | 3          |                 | 7               | 0               |                    | -                  | -                  |             | -           | -           | 47     | 3      |
| 2015-2016         | Martina           | LP                | 21+2       | 0          | CI-LP           | 1               | 0               | -                  | -                  | -                  | -           | -           | -           | 24     | 0      |
| 2016-2017         | Hellas Taranto    | Ecc.              | 25         | 0          | CI-Dil          | -               | -               | -                  | -                  | -                  | -           | -           | -           | 25     | 0      |
| Totale carriera   | Totale carriera   | Totale carriera   | 530        | 22         |                 | 22              | 1               |                    | -                  | -                  |             | -           | -           | 552    | 23     |

## Palmarès

### Club

#### Competizioni regionali
- Eccellenza Puglia: 1

Grottaglie: 2000-2001